# فابيو ليفيراني
فابيو ليفيراني (بالإيطالية: Fabio Liverani)‏، (روما، 29 أبريل 1976)، لاعب كرة قدم إيطالي.
والدته صومالية اقترنت مع والده أثناء الاستعمار الإيطالي للأراضي الصومالية
بدأ مسيرته الكروية مع نادي فيتيربيزي في عام 1996، ولعب معهم حتى عام 2001، وفي موسم 2001/2002 لعب مع بيرودجا، وفي عام 2002 انتقل إلى نادي لاتسيو، ولعب معهم حتى عام 2006، ثم إلى نادي فيورنتينا عام 2006.
انتقل إلى بايرمو صيف 2008.
و قد بدأ باللعب مع منتخب إيطاليا لكرة القدم في عام 2002.

## روابط خارجية
- فابيو ليفيراني على موقع إي إس بي إن إف سي (الإنجليزية)
- فابيو ليفيراني على موقع قاعدة بيانات كرة القدم.إي يو (الإنجليزية)
- فابيو ليفيراني على موقع ناشيونال فوتبول تيمز (الإنجليزية)
- فابيو ليفيراني على موقع Soccerbase.com (مدرب) (الإنجليزية)
- فابيو ليفيراني على موقع Soccerway.com (الإنجليزية)
- فابيو ليفيراني على موقع عالم كرة القدم.نت (الإنجليزية)
- فابيو ليفيراني على موقع كووورة